# Pisione hermansi
Pisione hermansi är en ringmaskart som beskrevs av Gradek 1991. Pisione hermansi ingår i släktet Pisione och familjen Pisionidae. Inga underarter finns listade i Catalogue of Life.